# Phiala sabalina
Phiala sabalina is een vlinder uit de familie van de Eupterotidae. De wetenschappelijke naam van de soort is voor het eerst voorgesteld als Stibolepis sabalina door Hans Rebel in een publicatie uit 1914.
De spanwijdte bedraagt 56 millimeter.
De soort komt voor in Congo-Kinshasa.